# Max Eberl
Max Eberl (Bogen, 21 settembre 1973) è un dirigente sportivo ed ex calciatore tedesco, di ruolo difensore. Dal 1º marzo 2024 è il direttore sportivo del Bayern Monaco.

## Carriera

### Club
In carriera conta 104 presenze in Bundesliga e 111 in Zweite Bundesliga, senza aver mai segnato una rete.

### Nazionale
Ha partecipato ai Mondiali Under-20 del 1993.

## Palmarès

### Club

#### Competizioni nazionali
- 2. Fußball-Bundesliga: 2

Bochum: 1993-1994, 1995-1996